# Dia Internacional de Solidaritat amb els membres del personal detinguts o desapareguts
El Dia Internacional de Solidaritat amb els membres del personal detinguts o desapareguts se celebra anualment el 25 de març per les Nacions Unides.
Commemora l'aniversari del segrest d'Alec Collett, un antic periodista que treballava per a l'Agència de les Nacions Unides per als Refugiats de Palestina (UNRWA) quan va ser segrestat per homes armats el 1985. El seu cos va ser finalment trobat a la vall de la Bekaa, al Líban, l'any 2009.